# Pacyfikacja wsi Dzierążnia
Pacyfikacja wsi Dzierążnia – masowy mord na ludności cywilnej, połączony z grabieżą i niszczeniem mienia, dokonany przez okupantów niemieckich w dniach 28–29 stycznia 1943 roku we wsi Dzierążnia na Zamojszczyźnie.
27 stycznia 1943 roku w Dzierążni rozegrało się starcie między niemiecką żandarmerią a partyzantami Batalionów Chłopskich, którzy usiłowali odbić aresztowanych mieszkańców. W odwecie Niemcy spacyfikowali wieś, mordując ponad 60 osób i paląc osiem gospodarstw. Zbrodnia w Dzierążni i przeprowadzona w tym samym czasie pacyfikacja pobliskich Bud i Huty Dzierążyńskiej, skłoniły miejscowe kierownictwo BCh do podjęcia otwartej walki z Niemcami, co w konsekwencji doprowadziło do bitwy pod Zaborecznem.

## Geneza
Przed wojną Dzierążnia w powiecie tomaszowskim była średniozamożną wsią, w której silne wpływy posiadał ruch ludowy. W okresie niemieckiej okupacji istniały tam placówki Batalionów Chłopskich i Armii Krajowej.
Pod koniec listopada 1942 roku, pod kierownictwem dowódcy SS i policji na dystrykt lubelski, SS-Brigadeführera Odilo Globocnika, rozpoczęto na Zamojszczyźnie szeroko zakrojoną operację wysiedleńczą. Jej celem było wypędzenie z tego regionu około 100 tys. Polaków, na których miejsce zamierzano osiedlić niemieckich kolonistów, przede wszystkim volksdeutschów ze Słowenii, Lotaryngii i Besarabii. Działania Niemców spotkały się z biernym oporem wysiedlanej ludności oraz ze zbrojną reakcją polskiego ruchu oporu. Oddziały partyzanckie Batalionów Chłopskich, Armii Krajowej i Gwardii Ludowej usiłowały powstrzymać ekspedycje pacyfikacyjno-wysiedleńcze, atakowały niemieckie obiekty gospodarcze i linie komunikacyjne, a także przeprowadzały akcje odwetowe we wsiach zasiedlonych przez niemieckich kolonistów.

## Przebieg pacyfikacji
27 stycznia 1943 roku w Dzierążni pojawili się niemieccy żandarmi z posterunków w Zamościu i Rachaniach. Aresztowali kilku mieszkańców, w tym członków miejscowej placówki BCh. W sąsiedniej Hucie Dzierążyńskiej przebywał wtedy komendant Obwodu Tomaszów Lubelski BCh kpt. Franciszek Bartłomowicz ps. „Grzmot” razem ze swym zastępcą, por. Robertem Aborowiczem ps. „Azja”. Na wieść o aresztowaniach „Grzmot” rozkazał „Azji” zebrać miejscowych członków BCh i odbić więźniów. W ślad za tym rozkazem partyzanci udali się do Dzierążni i otoczyli dom sołtysa, w którym Niemcy umieścili aresztantów. Gdy żandarmi szykowali się, by z więźniami opuścić wieś, Polacy przystąpili do ataku. W walce zginęło dwóch, czterech lub nawet pięciu żandarmów. Partyzanci również ponieśli straty; w zależności od źródła podaje się, że wyniosły one od jednego do kilku zabitych, a także kilku rannych. Wśród tych ostatnich znalazł się por. „Azja”. Jednemu lub kilku Niemcom udało się zbiec i zaalarmować posterunek żandarmerii w Tomaszowie Lubelskim i placówkę gestapo w Zamościu. Partyzanci spodziewając się niemieckiego odwetu, nakazali mieszkańcom wsi ewakuację. Tylko część ludności posłuchała jednak tego wezwania.
Następnego dnia Niemcy powrócili większymi siłami do Dzierążni i rozpoczęli pacyfikację, która zakończyła się dopiero 29 stycznia. Najpierw żandarmi otoczyli wieś, po czym idąc od domu do domu zabijali każdego spotkanego mieszkańca bez względu na wiek i płeć. Masakrze towarzyszyły grabież mienia i palenie zabudowań. Rejestr miejsc i faktów zbrodni popełnionych przez okupanta hitlerowskiego na ziemiach polskich informuje, że zamordowano wtedy 66 Polaków. W opracowaniu Zbrodnie hitlerowskie na wsi polskiej 1939–1945  wymieniono natomiast nazwiska 62 ofiar, wśród których znajdowało się trzydziestu czterech mężczyzn, dziewiętnaście kobiet i dziewięcioro dzieci. Najmłodsza ofiara liczyła 2 lata, najstarsza 82 lata. Całkowicie spalono osiem gospodarstw  z całym inwentarzem.

## Epilog

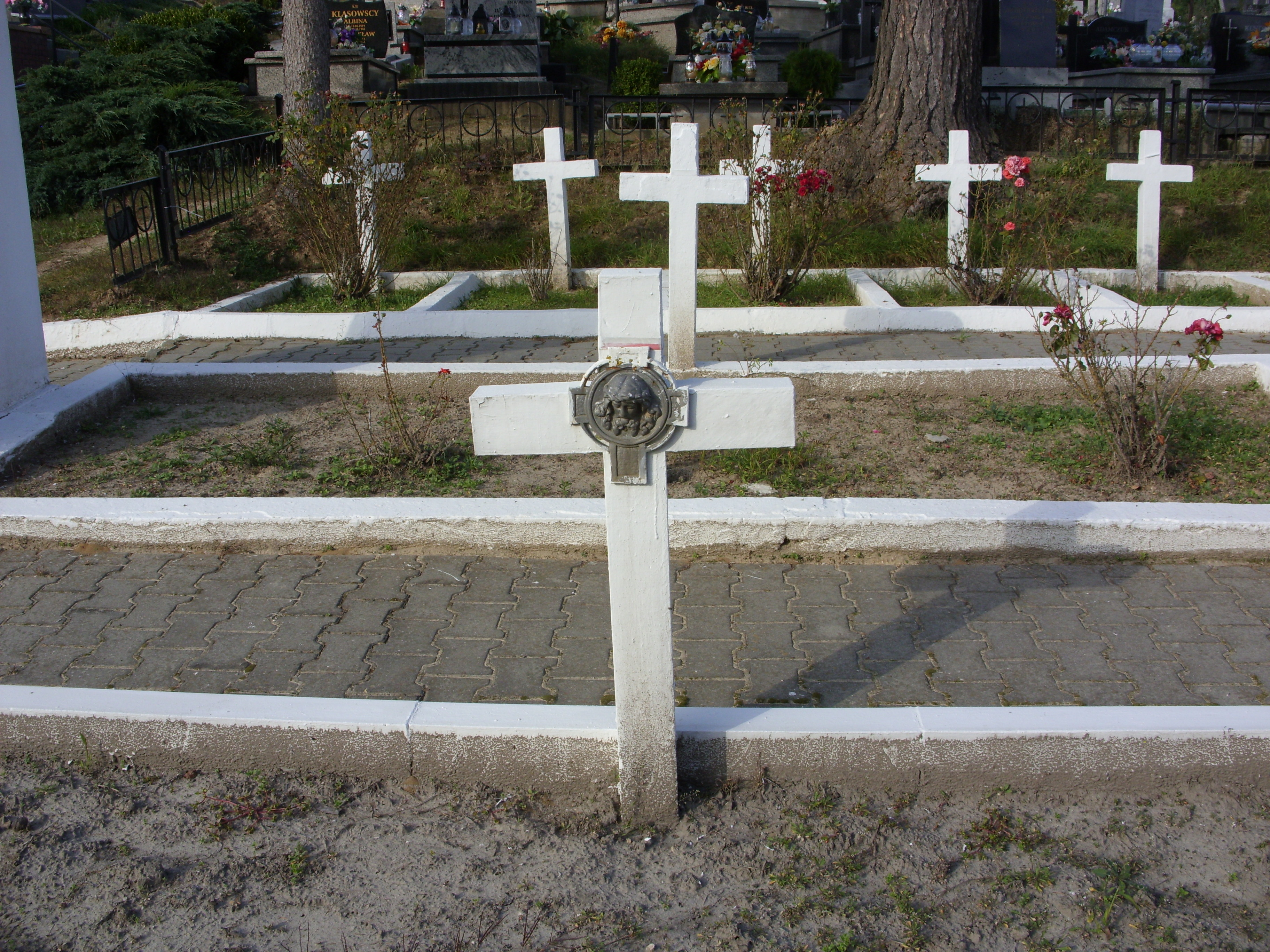
Groby ofiar pacyfikacji na cmentarzu w Dzierążni

Pacyfikacja Dzierzążni nie była jedyną zbrodnią popełnioną przez Niemców w odwecie za potyczkę z oddziałem por. „Azji”. 29 stycznia spacyfikowano pobliskie Budy i Hutę Dzierążyńską, mordując 71 osób. Tego samego dnia, lecz z innej przyczyny, Niemcy spacyfikowali również pobliski Sumin, zamieszkany w większości przez ludność ukraińską (50 ofiar). Owa seria pacyfikacji została odnotowana w sprawozdaniach Rady Głównej Opiekuńczej i raportach Polskiego Państwa Podziemnego, aczkolwiek podano tam błędne daty tych wydarzeń oraz znacznie zawyżono liczbę ofiar.
Pacyfikacje Dzierążni, Bud i Huty Dzierążyńskiej skłoniły miejscowe kierownictwo BCh do podjęcia otwartej walki z Niemcami, co w konsekwencji doprowadziło do bitwy pod Zaborecznem (1–2 lutego 1943).